# 宇留千絵
宇留 千絵（うる ちえ）は、漫画『3年奇面組』、『ハイスクール!奇面組』、『フラッシュ！奇面組』のキャラクター。アニメでの声優は松井菜桜子。

## 人物

### プロフィール
昭和41年（『フラッシュ』では異なる）生まれ。身長は160cm、体重は45kg。血液型はO型。3サイズは 80-58-85（アニメでは78-58-85。いずれも推定）。苦手科目は物理。

### 性格・特徴
初登場は『3年奇面組』「HOW MANY へんな顔!?の巻」。初登場時は一応中学校2年10組の生徒。一年後に奇面組が落第したため、後にクラスメイトとなる。河川唯の親友。何かと唯と一緒に奇面組と絡み、厳しい突っ込みを入れる事が多い。 実家は花屋「フラワーショップうる」。
当初の性格は比較的大人しめで奇面組にも敬語を使っていたが、物語が進むにつれ、やや大人しくなった唯とは対照的に勝気・短気な性格になって行き、奇面組や作者の新沢基栄に対して言葉で突っ込みを入れるだけでなく、容赦なくどつき回すようになった。必殺技は「早変わり5人蹴り（他にも突き、投げなどバリエーション多数）」「ふきだしアタック」など。同時に女らしさに憧れる性格ゆえ、奇面組・作者・唯以外の相手には基本的に暴力は振るわない。また、相手が自分より強いと見ると途端に弱気になる。また、「タレ目」「貧乳」「寸胴」「ガニマタ」などと揶揄されることも多い。アニメでは大から「意外と浴衣姿が似合う」と言われている。
中学時代は緩やかなウェーブのかかったセミロングの髪型だったが、高校に進学してからはポニーテールに変更。テール部分の形から「タコ頭」とからかわれる（彼女の心象を表すようにポニーテールにタコの顔が描かれることがある）。髪色は水色だが、アニメでは濃い青緑色になっている。
転校生だった唯を初めはぶりっ子と嫌うが、すぐに打ち解けた。高校では唯とともにバレーボール部に入部する。唯と同様スポーツ万能であるが、地道な努力や練習をしないため、実戦ではあまり頼りにならない。また、食べ過ぎによる体調不良で大会にもあまり参加できず、唯に代表を譲る場面も多い。
冷越豪とは途中から「喧嘩するほど仲が良い」関係となり、互いに不器用ながら意識するようになる。作中においても2人の不器用な恋愛模様が所々に出てきており、アニメ版では（事故ではあるが）豪に皆の前で唇を奪われている。その時は悲鳴をあげてビンタをかましたものの「ファーストキス」そのものについては文句はなかったようで、人知れず微笑を浮かべていた。また、アニメでは豪以外の奇面組メンバーにはちゃん付けで呼ばれているのに、豪だけは千絵と呼び捨てで呼ばれている。
料理の腕は壊滅的であり、その出来栄えを見た別の女生徒も「とても唯さんと同じ材料使ったとは思えない」と呆れている。それでも本人は「久々の自信作」と自覚症状はない。また、一応高校に現れた強盗犯が、家庭科の調理実習中だった千絵の料理を食べて気絶してしまい御用となった事もある。
一応高校卒業後は、美ヶ丘服飾専門学校に通う。卒業後はファッションデザイナーになり、豪と結婚あるいは同棲し、「酒の冷越」から通勤している。
キャラクター人気投票では、1回目は女性キャラクター3位、2回目は総合で12位にランク入りしている。

## 家族
宇留冴（うる さえ）
声 - 向殿あさみ→吉田理保子
昭和19年生まれ 身長:160cm 体重:45kg
千絵の母。娘と同じくタレ目でそそっかしい。ヘアースタイルはパーマ。
宇留才蔵（うる さいぞう）
声 - 曽我部和恭
千絵の父。妻や娘と対照的にツリ目。原作では登場が少ないものの、アニメでは大人びようと無理に背伸びする千絵を諭す良き父親として描かれた。
ビューティー
声 - 山本百合子
宇留家の飼い犬（雌）。種類はスピッツ。強い犬（ひと）が好き。ラッシーの奇行には呆れているが、想いを汲んでいるところもある。
宇留聖也（うる せいや）
千絵の兄。顔立ちは父親似。唯に興味があるらしいが、素行不良。
初登場以降はまったく登場しないキャラクター。作者の新沢は雑誌の質問コーナーにおいて「千絵の兄はどこへ行ったのか？」という問に対し「最初に浮かんだアイデアのまま出してみたが、それほど動いてくれるキャラにもならず、性格上いないほうがいいと思った。また、（千絵に）兄がいると豪と千絵の仲も更にややこしくなってしまう。そのため兄はいなくなったということで、『3年』の登場人物の1人として考えてほしい」とコメントしている。

### 親類
阿久野鉄人（あくの てつひと）
千絵の叔父。どちらの親の類縁か詳細は不明だが、冴が「鉄人兄さん」、鉄人は「才蔵くん」「冴」と呼び合っている。鉄人28号そのものといった風貌であり、両腕を振り上げ吼えるのが癖。おおらかな性格であり、感覚が鈍い。冬休みに息子を宇留家に預ける。引き取りに来た際、一応町で行われた「寒中ガマン大会」に参加するが体そのものが凍ってしまい零に敗れる。
阿久野正太郎（あくの しょうたろう）
鉄人の息子。千絵曰く「わたしににていい子」であるが、根は非常に陰険な性格であり。気に入らないものがあるとその対象に八つ当たりする癖がある。動物園においては奇面組の前でその本性を剥き出しにし、彼らを振り回した。

## 番外編の千絵
読切『3年奇面組番外編 ひまわり・ちゅーりっぷ』では体育館の入場券売場の受付嬢として登場。素通りするひまわり・ちゅーりっぷに声をかける受付嬢（唯）に対し、本物のレスラーと勘違いしてしまい、2人を中に入れる。
『からだのひみつ』掲載の学習漫画『モテる・モテないのひみつ』では、豪と共にカップルとして登場。

### 千絵ちゃん仮面
「ハイスクール!」単行本版に収録されている4コマ漫画。その名の通り正義のヒロインに扮してはいるが、相手にとっては迷惑な結果しか招かない。自宅で、ルームランナーを使ってトレーニングする場面があるが、母親から「千絵ったら、またルームランナーでダイエットしてたの!?」と勘違いされた。豪くんマンと似たもの同士とも言える 。初登場は単行本版の4コマ漫画以前に「怪傑豪くんマン」の読み切り作品であり、「千絵ちゃん仮面」の名前はまだ判明しておらず、掲載時には仮面豪くんマンとは町の変わり者同士とナレーションで称される（単行本ではナレーションや豪と千絵のモノローグは除去されて無言のシーンになっていた）が、お互い豪と千絵であることは気付いていない。

## テーマソング
ちょっと言わせて
歌：松井菜桜子 作詞：伊藤アキラ 作曲・編曲：佐藤健

## 補足
新沢によれば適当に女らしく唯の頼もしい相棒としてデザイン。名前は家族の名前がつけやすいから「うるちぇー」にこじつけた。また、連載中期から『テーマを与えればキャラが勝手に動いてくれる』という発言をしており、『ああしなさい、こうしなさい』とうるさいのは千絵だったという。
アニメで千絵を演じた松井は「わたしにとってターニングボイントになった役」と評している。また演技に関してはスタッフに「唯ちゃんと声が似ちゃうからもっと違う感じにしてくれ」と指示され、思い切って「ドラえもんみたいな声にした」という。